# Gnophos saturata
Gnophos saturata là một loài bướm đêm trong họ Geometridae.